# Lucía Topolansky

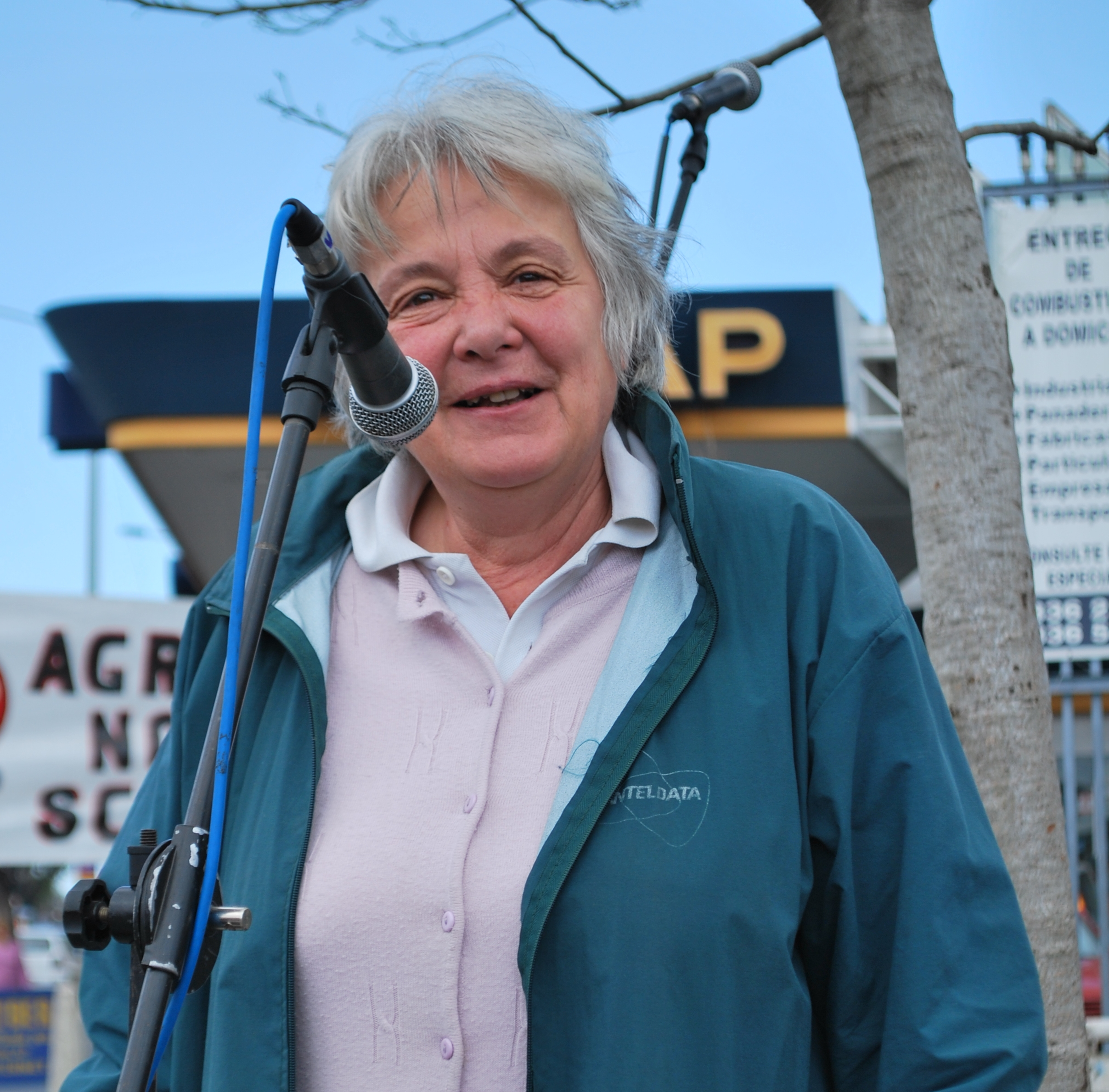
Lucía Topolansky.

Lucía Topolansky Saavedra, född 25 september 1944 i Montevideo, är en uruguayansk politiker och senator som tillhör partiet Movimiento de Liberación Nacional-Tupamaros (MLN-T) och Movimiento de Participación Popular (MPP) som är ett av partierna i Frente Amplio (Breda fronten). Hon är gift med Uruguays tidigare president José Mujica och därigenom landets tidigare första dam.